# Trithyris fulvirufalis
Trithyris fulvirufalis là một loài bướm đêm trong họ Crambidae.